# 希洛鎮區 (北卡羅萊納州艾爾代爾縣)
希洛鎮區（英語：Shiloh Township）是位於美國北卡羅萊納州艾爾代爾縣的一個鎮區。

## 地方資料
希洛鎮區的面積為133.90平方千米，皆為陸地。根據2020年美國人口普查的數據，當地共有人口9989人，而人口密度為每平方千米74.6人。